# Kamienna (dopływ Bobru)
Kamienna – górska rzeka, lewy dopływ Bobru o długości 34,75 km i powierzchni zlewni 272,3 km².

## Przebieg i opis
Rzeka płynie w Sudetach Zachodnich. Przepływa przez Jakuszyce, Szklarską Porębę, Piechowice, Jelenią Górę (Sobieszów, Cieplice). Początek bierze ze źródła w torfowisku Zielony Klin na północnych zboczach Mumlawskiego Wierchu (1120 m n.p.m.) na granicy Karkonoskiego Parku Narodowego. W górnym biegu rzeki, w Szklarskiej Porębie Dolnej, znajduje się elektrownia wodna. Od Jakuszyc do Piechowic stanowi granicę między Górami Izerskimi a Karkonoszami. Niżej wpływa do Kotliny Jeleniogórskiej. Do Bobru wpada w okolicy Wzgórza Krzywoustego w Jeleniej Górze. Koryto rzeki jest kamieniste, kręte, z licznymi, często ogromnymi głazami, z dobrze wykształconymi marmitami, na znacznej długości obmurowane.
Lewymi dopływami rzeki są: Kocieniec, Rychlik, Ciekoń, Szumna Woda, Czerwony Potok, Mała Kamienna, Piastówka, Wojcieszka i Rakownica, a prawymi Kulik, Owczy Potok, Bieleń, Kamieńczyk, Kurzacka Woda, Szklarka, Czarna Płóczka, Rudnik, Michałowicki Potok, Piekielnik, Cichy Potok, Wrzosówka, Lutynka i Pijawnik.
W średniowieczu z rzeki wydobywano złoto. Później w dolinie Kamiennej rozwinęło się hutnictwo szkła. Co roku w kwietniu, na rzece (w Szklarskiej Porębie) odbywają się Mistrzostwa w Kajakarstwie Górskim "AMP Kamienna".

## Nazwy historyczne
W przeszłości rzeka miała następujące nazwy:
- Zachum, Zachun, Zackus – 1281 rok
- Zacus – 1600 rok
- Der Zacke – 1613 rok
- Der Zack, Gross Zacken – 1747 rok
- Caka – 1850 rok
- Ciekoń, Wiła, Zakręta – 1945 rok
- Żakowa, Kamienna – 1946 rok